# Sondess Ben Tahar
Sondess Ben Tahar, née le 16 mai 1993, est une taekwondoïste franco-algérienne.

## Carrière
Sondess Ben Tahar évolue dans les compétitions de jeunes sous les couleurs de la France, remportant une médaille de bronze aux Championnats d'Europe juniors en 2009 et aux Championnats d'Europe des moins de 21 ans en 2012 dans la catégorie des moins de 46 kg.
Sous les couleurs de l'Algérie, elle est médaillée de bronze dans la catégorie des moins de 46 kg aux Championnats d'Afrique de taekwondo 2016 à Port-Saïd.